# 朝鲜式八板头盔

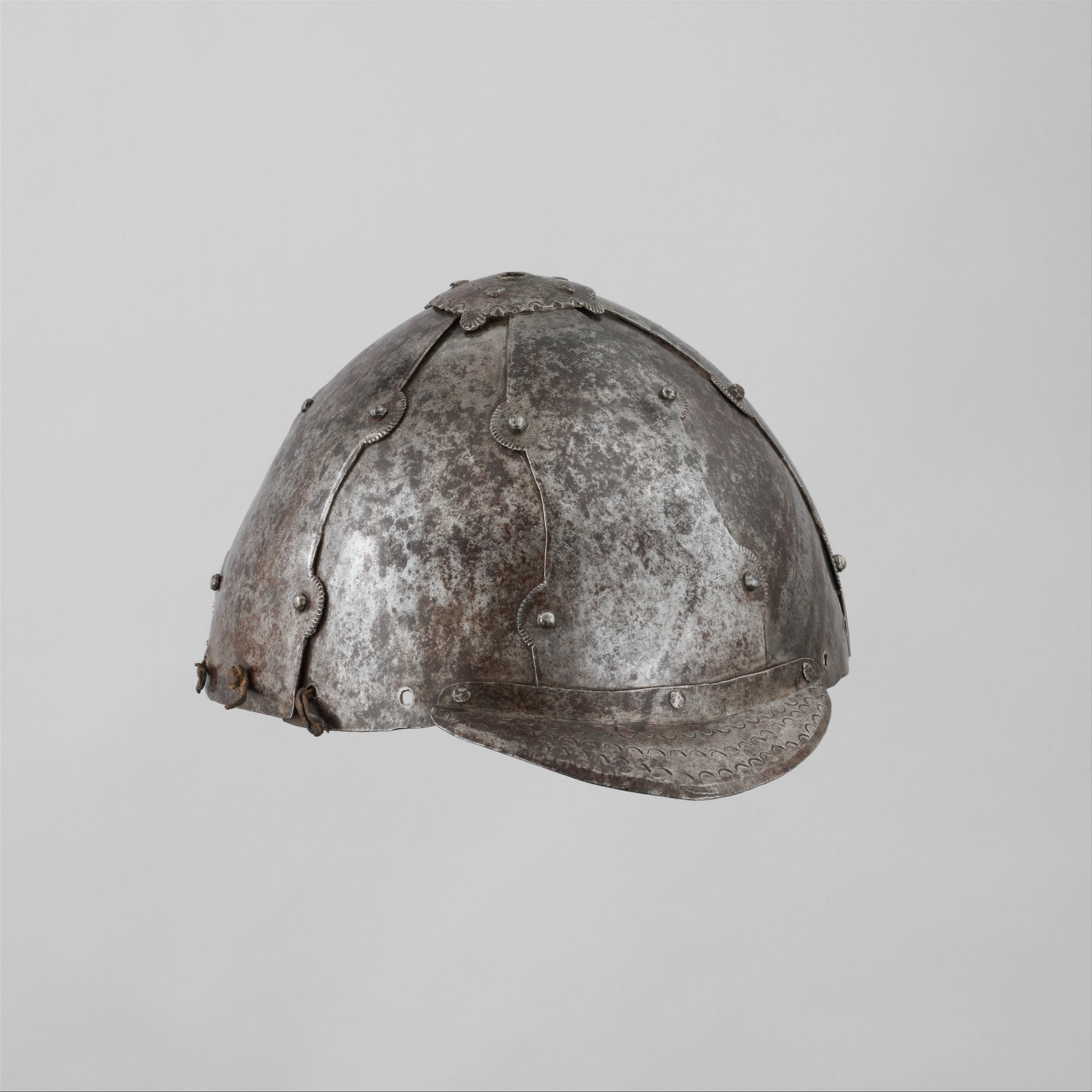
一个现收藏于美国大都会艺术博物馆的朝鲜式八板头盔

朝鲜式八板头盔是一种大约在14世纪至16世纪在朝鲜半岛或蒙古地区出现的八板头盔，由西藏流传至朝鲜半岛而来。与西藏式八板头盔相同，朝鲜式八板头盔一般由铁和皮革制成。但朝鲜式八板头盔的规格要比西藏式八板头盔小一些。西藏式八板头盔一般高度可达21至22厘米，而朝鲜式八板头盔的高度仅13厘米左右，长度约24.3厘米，宽度约21厘米，全体重量约为1065.9克。

## 简介
八板头盔历史渊源可追溯到公元8世纪至16世纪左右，最早出现在西藏地区。之所以称之为八板头盔，是因为它是由八块铁制的板子和皮革制作而成的。令人惊讶的是，时至今日还有很多保存完好的西藏式八板头盔，一般都储存在西藏的寺院中。与西藏式八板头盔相同，朝鲜式八板头盔也是由铁和皮革制作而成的。但从规格上而言，朝鲜式八板头盔要比西藏式八板头盔小一些。西藏式八板头盔一般高度可达21至22厘米，而朝鲜式八板头盔的高度仅13厘米左右，长度约24.3厘米，宽度约21厘米，全体重量约为1065.9克。由于在研究过程中仍未找到足够证据，所以八板头盔是否带有下巴系带还尚存争议。但已经出土的众多无论是西藏式的还是朝鲜式的八板头盔，都没有发现其自身带有下巴系带。

## 延伸阅读
- La Rocca, Donald J.  17. New York: The Metropolitan Museum of Art. 2006: 82 （英语）.